# Национальная кинопремия (Индия) за лучшую женскую роль второго плана
Национальная кинопремия за лучшую женскую роль второго плана (или «…лучшей вспомогательной актрисе», хинди राष्ट्रीय फ़िल्म पुरस्कार, सर्वश्रेष्ठ सहायक अभिनेत्री) — категория главной кинематографической премии Индии под эгидой Дирекции кинофестивалей Министерства информации и телерадиовещания Правительства Индии, присуждаемая актрисам за лучшее исполнение второстепенных ролей в фильмах индийского кинематографа на любом из языков или диалектов Индии.

## Описание
Премия за лучшую женскую роль второго плана была учреждена в 1984 году и вручалась, начиная с 32-й церемонии награждения. До этого года артисты награждались за лучшее исполнение ролей без разделения на главные и второстепенные. Первым лауреатом премии стала Рохини Хаттангди за роль Мохини Бхарве, в фильме на хинди «Party» (англ.) (1984).
Номинация и награждение по творческим результатам каждого года (с 1 января по 31 декабря включительно) проводятся в последующем году.
Призом этой, как и большинства других «личных» категорий, является «Серебряный Лотос» (хинди रजत कमल, Rajat Kamal), включающий медаль премии (NFA), сертификат о награждении и денежный приз (до 2006 — в 10 тысяч, позднее — в 50 тысяч рупий).
Честь вручения премий традиционно принадлежит президенту Индии.

## Статистика премии
- Лауреат наибольшего количества премий в категории: получившая премию 3 раза Сурекха Сикри(в 1988, 1995 и 2019 годах; все три роли — в фильмах на хинди).
- Самый возрастной лауреат:  Аранмулла Поннамма[англ.] (1914—2011[3]), награждённая в 1996 году в 82-летнем возрасте за роль в фильме на малаялам «Kathapurushan» (1995).
- Самый молодой лауреат: Заира Васим (род. 2000), награждённая в 2017 году в возрасте 16-и[4] лет за роль в фильме на хинди «Дангал» (2016).

Ряд обладательниц премии являются также лауреатами других престижных и кинопремий (в частности, Filmfare Awards и BFJA Awards (англ.)), а также одной или нескольких правительственных наград различного уровня.

## Таблица лауреатов

### 1980-е годы
| Год и номер церемонии | Лауреаты         | Фото | Фильмы и их языки       | Роли          | Формулировки | Ссылки |
| --------------------- | ---------------- | ---- | ----------------------- | ------------- | --- | ------ |
| 1985 (32-е вручение)  | Рохини Хаттангди |      | «Party» (хинди)         | Мохини Бхарве | | [ 5 ]  |
| 1986 (33-е вручение)  | Виджая Мехта     |      | «Rao Saheb» (хинди)     | Мауси         | «за деликатное исполнение роли вдовы средних лет, сражающейся за широту взглядов, хотя сама она придерживается традиций.»                                               | [ 6 ]  |
| 1987 (34-е вручение)  | Манджула Канвар  |      | «Bhanga Silata» (ория)  | Чампа         | «за поразительно реалистичное изображение эксплуатируемой, неграмотной женщины, которая живёт как загнанный зверь, обманутая принятием такой жизни как своего предела.» | [ 7 ]  |
| 1988 (35-е вручение)  | Сурекха Сикри    |      | «Темнота» (хинди)       | мусульманка   | «за её неотразимое исполнение роли женщины, которая не потеряла своей врожденной человеческой доброты даже в самых тяжелых и напряженных условиях бойни.»               | [ 8 ]  |
| 1989 (36-е вручение)  | Уттара Баокар    |      | «День наступил» (хинди) | мать Ниты     | «за подверженную испытаниям, трудную роль жены, застигнутой в центре уникального социального и психологически трудного положения.»                                      | [ 9 ]  |

### 1990-е годы
| Год и номер церемонии | Лауреаты           | Фото | Фильмы и их языки            | Роли        | Формулировки | Ссылки |
| --------------------- | ------------------ | ---- | ---------------------------- | ----------- | --- | ------ |
| 1990 (37-я)           | Манорама           |      | «Уйти от мафии» (тамили)     | —           | «за показанную многосторонность.» | [ 10 ] |
| 1991 (38-я)           | К.П.А.С. Лалита    |      | «Amaram» (малаялам)          | Бхаргави    | «за изображение этнического характера с его оригинальными элементами.»                                                                     | [ 11 ] |
| 1992 (39-я)           | Санта Деви         |      | «Yamanam» (малаялам)         | мать Амбили | «за её работу в фильме, которая оживила роль понимающей и измученной матери.»                                                              | [ 12 ] |
| 1993 (40-я)           | Ревати             |      | «Thevar Magan» (тамили)      | Панчавармам | «за неотразимое и убедительное исполнение роли невинной деревенской девушки, без усилий передающее очаровательную естественность.»         | [ 13 ] |
| 1994 (41-я)           | Нина Гупта         |      | «Woh Chokri» (малаялам)      | Гита Деви   | «за реалистичное изображение любящей матери и обманутой жены, показывающее оттенки любви, ненависти и тревоги.»                            | [ 14 ] |
| 1995 (42-я)           | Сурекха Сикри      |      | «Маммо» (хинди)              | Файязи      | «For her portrayal of surrogate mother, underplayed with quite sensitivity and gentleness.»                                                | [ 15 ] |
| 1996 (43-я)           | Аранмулла Поннамма |      | «Kathapurushan» (малаялам)   | Мутхаси     | «за её работу в фильме, где она играет роль бабушки с большой чуткостью, что делает запоминающимся её присутствие в фильме.»               | [ 16 ] |
| 1997 (44-я)           | Раджешвари Сачдев  |      | «Сардари Бегум» (урду)       | Сакина      | «за роль в фильме, где она изображает желания и страдания одинокой девочки-подростка.»                                                     | [ 17 ] |
| 1998 (45-я)           | Каришма Капур      |      | «Сумасшедшее сердце» (хинди) | Ниша        | «за её энергичное и трогательное выступление в роли молодой женщины, которая ценит дружбу и любовь.»                                       | [ 18 ] |
| 1999 (46-я)           | Сухасини Мулай     |      | «Родственные души» (хинди)   | Малтибай    | «за оживление отрицательных черт характера без потери человеческого облика. Она играет с уверенностью и показывает яркое исполнение роли.» | [ 19 ] |

### 2000-е годы
| Год и номер церемонии | Лауреаты           | Фото | Фильмы и их языки                                 | Роли              | Формулировки | Ссылки |
| --------------------- | ------------------ | ---- | ------------------------------------------------- | ----------------- | --- | ------ |
| 2000 (47-е вручение)  | Судипта Чакраборти |      | «Леди дома» (бенгали)                             | Малати            | «за подверженный испытаниям интерес к жизни служанки, родившейся в трущобах и переселившейся в Хавели.» | [ 20 ] |
| 2000 (47-е вручение)  | Сохини Халдар      |      | «Дом воспоминаний» (бенгали)                      | Куку              | «за вдохновение жизни в образ дочери-шизофреника, знающей, что она является бременем для своей матери, но ничего не может с этим поделать.»                                                                                     | [ 20 ] |
| 2001 (48-е вручение)  | К. П. А. С. Лалита |      | «Спокойствие» (малаялам)                          | Нараяни           | «за роль Нараяни — пожилой матери, чей сын погиб в политической расправе. В ходе фильма она мягко и ненавязчиво превращается в борца за мир. Лалита открывает перед нами прекрасные профессиональные навыки и чуткость к роли.» | [ 21 ] |
| 2002 (49-е вручение)  | Анания Харе        |      | «Танцующая на грани» (хинди)                      | Дипа Пандей       | «за её гуманность и реалистичность в исполнении сложного характера.» | [ 22 ] |
| 2003 (50-е вручение)  | Ракхи              |      | «Shubho Mahurat» (бенгали)                        | Ранга Пишима      | «за её тонко сбалансированное изображение загадочного и невероятного детектива на фоне простодушного среднего класса.» | [ 23 ] |
| 2004 (51-е вручение)  | Шармила Тагор      |      | «Снова в лесу» (бенгали)                          | Апарна            | «за грацию, с которой она управляет общественными и личными взаимоотношениями.» | [ 24 ] |
| 2005 (52-е вручение)  | Шила               |      | «Akale» (малаялам)                                | Маргарет Де Коста | «за грацию, с которой она справляется с трагедией медленно исчезающей общины.» | [ 25 ] |
| 2006 (53-е вручение)  | Урваши             |      | «Achuvinte Amma» (малаялам)                       | Ванаджа           | «за высокую достоверность в исполнении роли смелой женщины, которая отдала свою жизнь и любовь приемному ребенку.» | [ 26 ] |
| 2007 (54-е вручение)  | Конкона Сен Шарма  |      | «Омкара» (хинди)                                  | Инду Тьяги        | «за формирование образа деревенской женщины, пытающейся привнести благоразумие в жестокую жизнь семьи политиков в Уттар-Прадеш.»                                                                                                | [ 27 ] |
| 2008 (55-е вручение)  | Шефали Шах         |      | «Последний Лир» / «Жертва тщеславия» (английский) | Вандана           | «For her smoldering portrayal of a woman dealing with her intense relationship with an older man with a towering personality.»                                                                                                  | [ 28 ] |
| 2009 (56-е вручение)  | Кангана Ранаут     |      | «В плену у моды» (хинди)                          | Шонали Гуджрал    | «за убедительное изображение потерявшей всё супер-модели, которое обогащает фильм.» | [ 29 ] |

### 2010-е годы
| Год и номер церемонии | Лауреаты                    | Фото | Фильмы и их языки                   | Роли             | Формулировки | Ссылки        |
| --------------------- | --------------------------- | ---- | ----------------------------------- | ---------------- | --- | ------------- |
| 2010 (57-е вручение)  | Арундати Наг                |      | «Папочка» (хинди)                   | мать Видьи       | «For the restraint with which she conveys strength, compassion and understanding to her daughter, a single mother, bringing up a son stricken with a rare degenerative disease.»                    | [ 30 ]        |
| 2011 (58-е вручение)  | Сукумари                    |      | «Namma Gramam» (тамильский)         | Аммини Амма      | «За деликатное изображение пожилой вдовы, которая бросает вызов традициям, когда на её овдовевшую внучку накладываются ограничения.»                                                                | [ 31 ]        |
| 2012 (59-е вручение)  | Леишангтем Тонтойгамби Деви |      | «Phijigee Mani» (манипури)          | Тонтхой          | «За достоинство и силу, с которыми Л. Деви придает персонажу в этой жестко контролируемой истории на манипури.»                                                                                     | [ 32 ] [ 33 ] |
| 2013 (60-е вручение)  | Долли Ахлувалиа             |      | «Донор Вики» (хинди)                | миссис Арора     | «Как городская домохозяйка из среднего класса, актриса с уравновешенным юмором воплощает в жизнь повседневные взлеты и падения матери.»                                                             | [ 34 ] [ 35 ] |
| 2013 (60-е вручение)  | Калпана                     |      | «Thanichalla Njan» (малаялам)       | Разия Биви       | «The role of a large-hearted yet conventional Muslim lady harbouring a hapless Hindu woman, respecting all her religious sentiments, has been portrayed with a certain natural flair by the actor.» | [ 34 ] [ 35 ] |
| 2014 (61-е вручение)  | Амрута Субхаш               |      | «Astu» (маратхи)                    | Чаннама          | «Амрута трогательно изображает эмоции бедной женщины, которая приносит в жизнь сострадание и тепло в отношениях с людьми.»                                                                          | [ 36 ] [ 37 ] |
| 2014 (61-е вручение)  | Айда Элькашеф               |      | «Корабль Тесея» (английский, хинди) | Алия Камал       | «За чувственное изображение слепого фотографа, которая полностью зависит от своей интуитивной творческой силы и обладает чрезвычайно независимым умом.»                                             | [ 36 ] [ 37 ] |
| 2015 (62-е вручение)  | Балджиндер Каур             |      | «Pagdi: The Honour» (хариани)       |                  | «For a very expressive performance as a grifty rustic woman who struggles as wife and mother to keep her family intact in a society absessed with patriarchal honour.»                              | [ 38 ]        |
| 2016 (63-е вручение)  | Танви Азми                  |      | «Баджирао и Мастани» (хинди)        | Радха-баи        | «За мощное изображение королевы-вдовы, попавшей в водоворот любви к своему сыну и преданности клану.»                                                                                               | [ 39 ]        |
| 2017 (64-е вручение)  | Заира Васим                 |      | «Дангал» (хинди)                    | юная Гита Пхогат | «За изображение борьбы женщины-спортсмена с обществом с максимальной зрелостью.» | [ 40 ]        |
| 2018 (65-е вручение)  | Дивья Дутта                 |      | «Irada» (хинди)                     | Рамадип Брайтч   | | [ 41 ]        |
| 2019 (66-е вручение)  | Сурекха Сикри               |      | «Поздравляем!» (хинди)              | Амма             | «За великолепное выступление в роли матриарха с современным мировоззрением.» | [ 42 ]        |
| 2020 (67-е вручение)  | Паллави Джоши               |      | «The Tashkent Files» (хинди)        | Айша Али Шах     | | [ 43 ]        |